# Nice-3 (tổng)
Tổng Nice-3 là một tổng của Pháp. Tổng này nằm ở tỉnh Alpes-Maritimes trong vùng Provence-Alpes-Côte d'Azur.

## Các đơn vị hành chính
Tổng Nice-3 bao gồm một phần của xã Nice. Các khu phố của Nice nằm trong tổng này:
- Saint-Roch
- Pôle universitaire Saint Jean d'Angely từ mặt bắc đến phố Barla

## Lịch sử
| Ngày bầu cử | Tên               | Đảng | Tư cách |
| ----------- | ----------------- | ---- | ------- |
|             |                   |      |         |
| 1985        | M. Jean Icart     | RPR  |         |
| 1998        | M. Jacques Victor | PCF  |         |
| 2004        | M. Jacques Victor | PCF  |         |

## Biến động dân số
| 1882                                         | 1926 | 1962 | 1968 | 1975 | 1982 | 1990 | 1999   |
|                                              |      |      |      |      |      |      | 32 066 |
| -------------------------------------------- | ---- | ---- | ---- | ---- | ---- | ---- | ------ |
| Số liệu từ năm 1990: Dân số không tính trùng |      |      |      |      |      |      |        |